# Die Opfer der Wissenschaft

Umschlagillustration zu Stindes Die Opfer der Wissenschaft (Ausgabe Berlin 1886)

Titelblatt der "Zweiten illustrirten und differenzirten Auflage" von Stindes Die Opfer der Wissenschaft (Leipzig 1879)

Einbandvariante von Stindes Die Opfer der Wissenschaft, 2. Auflage 1886

Buchillustration von Franz Skarbina zu Julius Stindes Die Opfer der Wissenschaft

Buchillustration von Franz Skarbina zu Julius Stindes Die Opfer der Wissenschaft

Buchillustration von Franz Skarbina zu Julius Stindes Die Opfer der Wissenschaft

Die Opfer der Wissenschaft ist ein satirischer Roman, den Julius Stinde (1841–1905) im Jahr 1878 bei Barth in Leipzig erscheinen ließ.

## Entstehung
Über Anlass und Absicht des Buches, das Stinde unter dem Pseudonym „Alfred de Valmy“ herausbrachte, berichtet er in einem Aufsatz mit dem Titel Wie ich Bekanntschaft mit Frau Wilhelmine Buchholz machte. Stinde schreibt:

„Um jene Zeit erfreuten sich die gebildete Welt und solche, die sich zu ihr rechneten, an den theoretischen Überstürzungen, zu denen die Lehre Darwins phantasiebegabten Gelehrten Anlaß gab; dem feierlichen Aufklärungsreigen um den bis heute noch nicht aufgefundenen Uraffen die lustige Person einzufügen, versuchte ich mit dem Professor Desens, der in dem Büchlein ‚die Opfer der Wissenschaft‘ mit ernstester Miene noch erstaunlichere Schlüsse auf naturphilosophischem Wege zieht, als seine Kollegen diesseits des Rheins fertig brachten. Professor Desens war als Franzose gedacht, und da die Schreibweise darauf abzielte, die Meinung zu erwecken, als sei das Buch nicht ganz geschickt aus dem Französischen übersetzt, verleitete sowohl der Inhalt des Buches wie auch sein pathetischer Ton gewiegte Litteraturkenner, den pseudonymen Verfasser (Alfred de Valmy) für einen Franzosen zu erklären. Da alles Ausländische sich besonderer Gunst erfreut, wurde bald eine neue Auflage nötig, bei der die Urheberschaft auch auf dem Titelblatte recht gestellt wurde, nachdem sie in Fachkreisen bald nach dem Erscheinen der ersten Ausgabe bekannt geworden war.“

Als Stinde dies schrieb, lag die Erstveröffentlichung des Buches schon 19 Jahre zurück. Das Thema beschäftigte ihn über viele Jahre hin, bis ins Jahr 1899.

## Geschichte des Buches
Begonnen hatte es mit Zeitungsartikeln, die vom Jahre 1874 an in der Hamburger Zeitung Reform unter dem Pseudonym „Alfred de Valmy“ erschienen. Über Inhalt, Form und Absicht dieser Artikel schreibt Stinde:

„Der Darwinismus aber, der aufkam und gemißbraucht wurde, Verwirrungen anzurichten, veranlaßte mich, eine Reihe naturphilosophischer Trugschlüsse satirisch zu behandeln, und unter dem Pseudonym Alfred de Valmy machte ich mich lustig über Ausschreitungen der Halbwissenschaft in der Form kleiner Erzählungen, die den Anschein hatten, aus dem Französischen übersetzt zu sein, und als Auslandsware sich des lebhaftesten Nachdrucks erfreuten. Später erschienen sie als Buch unter dem Titel ‚Die Opfer der Wissenschaft‘. Sie erheiterten und trugen zur besonnenen Würdigung der Entdeckungen Darwins bei, dessen Jünger begannen, Naturgesetze und Phantasiegespinste gleich zu achten.“

Die Erstausgabe des Buches, das aus diesen Artikeln entstanden ist, trägt den folgenden Titel:
Alfred de Valmy: Die Opfer der Wissenschaft oder Die Folgen der angewandten Naturphilosophie. Drei Bücher aus dem Leben des Professor Desens. Mitgetheilt von Alfred de Valmy. (Erschienen in Leipzig bei Johann Ambrosius Barth 1878, Umfang 90 Seiten)
Der Erstausgabe 1878 folgte im Jahr darauf die „Zweite illustrierte und differenzierte Auflage“, für die Franz Skarbina die Illustrationen geliefert hatte. Das Buch erschien wiederum im Leipziger Verlag Barth, der Umfang war auf 138 Seiten angewachsen. Von dieser zweiten Auflage hat es im Jahre 1886 eine unveränderte „Neue billige Ausgabe“ gegeben, die im Berliner Verlag Freund & Jeckel erschienen ist. 
Im Jahre 1879 war eine weitere Folge von sieben Valmy-Artikeln in der Berliner Montags-Zeitung unter dem gemeinsamen Titel „Die Seelensucher oder Der Mann mit den zwei Köpfen“ erschienen. Diese Artikel wurden, von Richard Knötel illustriert, in die dritte Auflage des Buches übernommen, das unter folgendem Titel erschien:
Die Opfer der Wissenschaft oder Die Folgen der angewandten Naturphilosophie. Nach den Bekenntnissen des Herrn Alfred de Valmy. Mitgeteilt von Julius Stinde. Dritte, vermehrte Auflage mit Illustrationen von F. Skarbina und R. Knötel. (Berlin: Freund & Jeckel 1898. VII, 158 S.)
Es sind noch zwei weitere Texte aus diesem Valmy-Desens-Komplex erschienen, die nicht in die Buchausgaben aufgenommen wurden:
- Alfred de Valmy: Die Geheimnisse des Antiquars. In: Schorers Familienblatt 6, 1885, S. 232–233.
- Die Mopskatze. Aus den nachgelassenen Papieren des Prof. Desens. In: Almanach des Kladderadatsch. 1900. Eine lustige Gabe zur Jahrhundertwende. Unter Mitwirkung namhafter deutscher Humoristen und Zeichner hrsg. von Johannes Trojan. Berlin: Hofmann 1900, S. 46–54.

## Inhalt
Alfred de Valmy muss man sich als einen französischen Schriftsteller denken, der in eifrigem Ernst über Leben und Taten eines Professors der Naturwissenschaften mit Namen Desens (zu deutsch: von Sinnen!) berichtet, dessen Theorien, Erkenntnisse und praktische Experimente der Welt bekannt gemacht werden sollen. So wie den Deutschen durch Darwin, Haeckel, Carl Vogt und Ludwig Büchner die Naturwissenschaften nahegebracht wurden, so will Valmy die Lehren des Professors Desens in Frankreich propagieren. Diesen Wissenschaftler Desens und seine abstrusen Lehren hat Stinde erdacht, um das zu seiner Zeit üppg wuchernde populärdarwinistische Schrifttum zu bekämpfen, das naturphilosophische und weltanschauliche Spekulationen mit schwergewichtig-proklamatorischem Tonfall vortrug und die neuen Lehren als Religionsersatz anpries.
Grausames und Schauderhaftes ist den einzelnen Episoden in starkem Maße beigemischt, wie schon aus einzelnen Kapitelüberschriften zu ersehen ist: die Opfer der Spektral-Analyse; die Blutkur; der künstliche Scheintod; die Rache des Sandbläsers; von Pflanzen gefressen usw. Franz Skarbina hat neben Bildern, die das Gräßliche ungeschminkt vor Augen führen, den zeitgenössischen Lesern noch einen Extraspaß bereitet, indem er dem protokollierenden Alfred de Valmy in seinen Zeichnungen die Züge des Autors Stinde verliehen hat. Auf der Titelillustration zum 1. Buch sieht man Valmy/Stinde in der Rolle des Berichterstatters, der auf einem Notizblock festhält, was ihm der Professor in gestenreicher Rede von einem Katheder herab mitteilt, während in Minervas Hand der Lorbeerkranz über Desens’ Haupte schwebt. Franz Skarbina hat weitere Stinde-Porträts an verschiedenen Stellen des Buches untergebracht: Alfred de Valmy/Stinde und Professor Desens in chinesischem Kostüm und Alfred de Valmy/Stinde den Bekenntnissen einer schönen Dame lauschend.

## Wirkungsgeschichte
Von 1874 bis 1879 sind zehn Artikel „aus dem Französischen des ‚Alfred de Valmy‘“ in der Hamburger Zeitung Reform erschienen. Ihre Wirkung schildert Stinde in seinem Aufsatz Aus der Lehrzeit eines Zeitungsschreibers. Im Vorwort zur 2. Auflage schreibt er:
Als einzelne Abhandlungen über das Wirken meines Freundes [Desens] in deutscher Sprache erschienen, fanden sie Aufnahme in Zeitungen und Journalen, indem sie von dem einen in das andere übergingen, oft sogar ohne Angabe der Quelle und ohne redaktionelle Bemerkungen, welche auf meinen Freund verdientermaßen hingewiesen hätten. Die Berliner Industrieblätter jedoch griffen meinen Freund Desens an, als er die Erfindung gemacht hatte, mittelst Wasserglases und hydraulischer Pressen aus der Asche verbrannter Leichen die Porträts der Verstorbenen herzustellen, während die Wiener neue freie Presse, deutsche und amerikanische Zeitungen und zuletzt Dingler`s polytechnisches Journal diese Erfindung ihren Lesern ohne Widerspruch übermittelten, denn sie trug die Firma Frankreichs. (Opfer, 2. Aufl. S. 7.)
In der Literaturwissenschaft wird Die Opfer der Wissenschaft als Gelehrtensatire und als ein frühes Beispiel deutschsprachiger Science-Fiction gewertet, in dem auch Einflüsse von Jules Verne nachweisbar sind.